# Sexuell funktionsstörning
Sexuell funktionsstörning eller sexuell dysfunktion är en störning i den sexuella funktionen, orsakad antingen av somatiska sjukdomar eller psykiska störningar. Sådana störningar kan handla om förmåga att genomföra samlag eller känslor av sexuell lust, exempelvis impotens, vestibulit eller frigiditet.
Om den sexuella funktionsstörningen saknar organisk orsak räknas det i ICD-10 (Avsnitt sexuell dysfunktion) som en psykisk sexuell dysfunktion.
Några exempel på sexuella funktionsstörningar hos kvinnor är: avsaknad av sexlust, svårigheter att få orgasm samt upplevd smärta i samband med sex. Manliga sexuella funktionsstörningar inkluderar erektil dysfunktion (impotens), tidig utlösning samt avsaknad av sexlust.
Orsakerna till en sexuell funktionsstörning kan variera från kliniska och biologiska orsaker till psykologiska och sociologiska sådana. Forskning på området visar att det ibland kan vara tillräckligt att avstå från att konsumera pornografi på internet för att motverka de biverkningar som denna potentiellt sett tros kunna ha.
Det har även visats att det kognitiva uppmärksamhetssyndromet kan förvärra sexuell dysfunktion.